# Eppur si muove (álbum)
Eppur si muove es el tercer álbum de estudio de la banda alemana de metal sinfónico Haggard, publicado el 26 de abril de 2004 en el sello Drakkar Entertainment. Está inspirado en la vida del astrónomo italiano Galileo Galilei, quien según la leyenda mencionó la frase "Eppur si muove" (Y sin embargo se mueve) después de ser condenado por la Inquisición al rechazar su teoría de que la Tierra se mueve alrededor del Sol.

## Lista de canciones
| N.º | Título                          | Duración |  |
| 1.  | «All'inizio è La Morte»         | 6:50     |  |
| 2.  | «Menuetto In Fa-Minore»         | 1:16     |  |
| 3.  | «Per Aspera Ad Astra»           | 6:40     |  |
| 4.  | «Of a Might Divine»             | 8:20     |  |
| 5.  | «Gavotta In Si-Minore»          | 0:58     |  |
| 6.  | «Herr Mannelig»                 | 4:50     |  |
| 7.  | «The Observer»                  | 4:40     |  |
| 8.  | «Eppur Si Muove»                | 8:19     |  |
| 9.  | «Larghetto / Epilogo Adagio»    | 2:13     |  |
| 10. | «Herr Mannelig (Versión Corta)» | 6:10     |  |

### Edición limitada
La edición limitada del disco contiene dos canciones extra:

| N.º | Título             | Duración |  |
| 11. | «De La Morte Noir» | 7:59     |  |
| 12. | «Robin's Song»     | 4:36     |  |

Además, contiene un DVD con cinco vídeos grabados en el Wacken Open Air de 1998 y un vídeoclip extra.
1. "Requiem"
2. "In A Pale Moon's Shadow"
3. "Cantus Firmus"
4. "De La Morte Noir"
5. "Lost (Robin)"
6. "In a Pale Moon's Shadow" (vídeoclip extra)

- Datos: Q1347688